# Valhest
Valhest är ett berg beläget i den nordvästra delen av Tysværs kommun i Rogaland i Norge. Berget har en högsta punkt på 313 meter över havet. Bergets namn kan komma från fornnorska "valr" som betyder falk och "hæstr" med betydelsen högst. Valhest betyder då ungefär "falktoppen".
Det finns tre uppmärkta leder eller stigar mot bergets topp. I närheten av en av dessa finns Songsteinen (Sångstenen) på kanten till ett stup. Om man slår på stenen med en träkäpp eller liknande hörs ett sjungande ljud.